# The Chronological Classics: Jimmie Lunceford and His Orchestra 1939
| Recensione | Giudizio |
| ---------- | -------- |
| AllMusic   | [ 1 ]    |

The Chronological Classics: Jimmie Lunceford and His Orchestra 1939 è una Compilation del caporchestra jazz statunitense Jimmie Lunceford, pubblicato dall'etichetta discografica francese Classics Records nel 1990.

## Tracce
1. Baby Won't You Please Come Home? – 2:50 (Charles Warfield, Clarence Williams) – Registrato il 31 gennaio 1939 a New York
2. You're Just a Dream – 2:51 (Slim Gaillard) – Registrato il 31 gennaio 1939 a New York
3. The Lonesome Road – 2:31 (Gene Austin, Nathaniel Shilkret) – Registrato il 31 gennaio 1939 a New York
4. You Set Me on Fire – 2:38 (George C. McKinnon, Frances Colwell) – Registrato il 31 gennaio 1939 a New York
5. I've Only Myself to Blame – 2:45 (Peter Tinturin) – Registrato il 31 gennaio 1939 a New York
6. What Is This Thing Called Swing? – 2:26 (Kenneth Hecht, Sid Bass) – Registrato il 7 febbraio 1939 a New York
7. Mixup – 2:18 (Sy Oliver) – Registrato il 7 febbraio 1939 a New York
8. Shoemaker's Holiday – 2:50 (Hugh MacKay) – Registrato il 7 febbraio 1939 a New York
9. Blue Blazes – 2:50 (Sy Oliver, Sam Nowlin) – Registrato il 7 febbraio 1939 a New York
10. Mandy – 2:52 (Grant Clarke, Roy Turk, George W. Meyer, Arthur Johnston) – Registrato il 7 aprile 1939 a New York
11. Easter Parade – 2:40 (Irving Berlin) – Registrato il 7 aprile 1939 a New York
12. Ain't She Sweet? – 2:27 (Jack Yellen, Milton Ager) – Registrato il 7 aprile 1939 a New York
13. White Heat – 2:20 (Will Hudson) – Registrato il 7 aprile 1939 a New York
14. Oh Why, Oh Why – 2:49 (Kenneth Hecht, Sid Bass) – Registrato il 17 maggio 1939 a New York
15. Well, All Right Then – 2:42 (Entire Lunceford Orchestra) – Registrato il 17 maggio 1939 a New York
16. You Let Me Down – 2:52 (George C. McKinnon, Frances Colwell) – Registrato il 17 maggio 1939 a New York
17. I Love You – 2:46 (Harlan Thompson, Harry Archer) – Registrato il 17 maggio 1939 a New York
18. Who Did You Meet Last Night? – 2:35 (Ira Schuster, Paul Cunningham, Dick Robertson) – Registrato il 2 agosto 1939 a New York
19. You Let Me Down – 2:46 (George C. McKinnon, Frances Colwell) – Registrato il 2 agosto 1939 a New York
20. Sassin' the Boss – 2:43 (George C. McKinnon, Larry Wagner, Chick Adams) – Registrato il 2 agosto 1939 a New York
21. I Want the Waiter (With the Water) – 2:43 (Sue Werner, Kay Werner) – Registrato il 2 agosto 1939 a New York
22. I Used to Love You (But It's All Over Now) – 2:45 (Lew Brown, Albert Van Tilzer) – Registrato il 2 agosto 1939 a New York
23. Belgium Stomp – 2:29 (William Harrison Moore)
24. You Can Fool Some of the People (Some of the Time) – 2:21 (Leonard G. Feather)
25. Think of Me, Little Daddy – 2:42 (Bert Whitman)
26. Liza (All the Clouds'll Roll Away) – 2:37 (Gus Kahn, Ira Gershwin, George Gershwin)

## Musicisti
Baby Won't You Please Come Home? / You're Just a Dream / The Lonesome Road / You Set Me on Fire / I've Only Myself to Blame

Jimmie Lunceford and His Orchestra
- Jimmie Lunceford - direttore orchestra
- Eddie Tompkins - tromba, violino
- Paul Webster - tromba
- Sy Oliver - tromba, violino
- Sy Oliver - arrangiamenti (tutti i brani)
- Elmer Crumbley - trombone
- Russell Bowles - trombone
- James Trummy Young - trombone
- James Trummy Young - voce (brano: The Lonesome Road)
- Willie Smith - clarinetto, sassofono alto, sassofono baritono, violino, arrangiamenti
- Earl Carruthers - clarinetto, sassofono alto, sassofono baritono
- Ted Buckner - sassofono alto
- Dan Grissom - sassofono alto
- Dan Grissom - voce (brani: You're Just a Dream, You Set Me on Fire e I've Only Myself to Blame)
- Joe Thomas - clarinetto, sassofono tenore
- Joe Thomas - voce (brano: Baby Won't You Please Come Home?)
- Edwin Wilcox - pianoforte, celeste, arrangiamenti
- Al Norris - chitarra
- Moses Allen - contrabbasso
- Jimmy Crawford - batteria, vibrafono
- Eddie Durhan e Leon Carr - arrangiamenti

What Is This Thing Called Swing? / Mixup / Shoemaker's Holiday / Blue Blazes

Jimmie Lunceford and His Orchestra
- Jimmie Lunceford - direttore orchestra
- Eddie Tompkins - tromba, violino
- Paul Webster - tromba
- Sy Oliver - tromba
- Sy Oliver - arrangiamenti (tutti i brani)
- Elmer Crumbley - trombone
- Russell Bowles - trombone
- James Trummy Young - trombone
- Willie Smith - clarinetto, sassofono alto, sassofono baritono, violino, arrangiamenti
- Earl Carruthers - clarinetto, sassofono alto, sassofono baritono
- Ted Buckner - sassofono alto
- Dan Grissom - sassofono alto
- Joe Thomas - clarinetto, sassofono tenore
- Joe Thomas - voce (brano: What Is This Thing Called Swing?)
- Edwin Wilcox - pianoforte, celeste, arrangiamenti
- Al Norris - chitarra
- Moses Allen - contrabbasso
- Jimmy Crawford - batteria, vibrafono
- Eddie Durham e Leon Carr - arrangiamenti

Mandy / Easter Parade / Ain't She Sweet? / White Heat

Jimmie Lunceford and His Orchestra
- Jimmie Lunceford - direttore orchestra
- Eddie Tompkins - tromba
- Paul Webster - tromba
- Sy Oliver - tromba
- Sy Oliver - arrangiamenti (brani: Mandy, Easter Parade e Ain't She Sweet?)
- Elmer Crumbley - trombone
- Russell Bowles - trombone
- James Trummy Young - trombone
- James Trummy Young - voce (brani: Easter Parade e Ain't She Sweet?)
- Willie Smith - clarinetto, sassofono alto, sassofono baritono, voce, arrangiamenti
- Earl Carruthers - clarinetto, sassofono alto, sassofono baritono
- Ted Buckner - clarinetto, sassofono alto, flauto
- Dan Grissom - clarinetto, sassofono alto, voce
- Joe Thomas - clarinetto, sassofono tenore, flauto, voce
- Edwin Wilcox - pianoforte, celeste, arrangiamenti
- Al Norris - chitarra
- Moses Allen - contrabbasso
- Jimmy Crawford - batteria, vibrafono
- Will Hudson - arrangiamento (brano: White Heat)
- Trio vocale - cori (brano: Ain't She Sweet?)

Oh Why, Oh Why / Well, All Right Then / You Let Me Down / I Love You

Jimmie Lunceford and His Orchestra
- Jimmie Lunceford - direttore orchestra
- Eddie Tompkins - tromba
- Paul Webster - tromba
- Sy Oliver - tromba
- Sy Oliver - voce (brano: Well, All Right Then)
- Sy Oliver - arrangiamenti (brani: Oh Why, Oh Why, You Let Me Down e I Love You)
- Elmer Crumbley - trombone
- Russell Bowles - trombone
- James Trummy Young - trombone
- Willie Smith - clarinetto, sassofono alto, sassofono baritono, arrangiamenti
- Earl Carruthers - clarinetto, sassofono alto, sassofono baritono
- Ted Buckner - clarinetto, sassofono alto, flauto
- Dan Grissom - clarinetto, sassofono alto
- Dan Grissom - voce (brani: Oh Why, Oh Why, You Let Me Down e I Love You)
- Joe Thomas - clarinetto, sassofono tenore, flauto
- Edwin Wilcox - pianoforte, celeste, arrangiamenti
- Al Norris - chitarra
- Moses Allen - contrabbasso
- Jimmy Crawford - batteria, vibrafono

Who Did You Meet Last Night? / You Let Me Down / Sassin' the Boss / I Want the Waiter (With the Water) / I Used to Love You (But It's All Over Now)

Jimmie Lunceford and His Orchestra
- Jimmie Lunceford - direttore orchestra
- Eddie Tompkins - tromba
- Paul Webster - tromba
- Gerald Wilson - tromba
- Sy Oliver - arrangiamenti (brani: You Let Me Down e I Want the Waiter (With the Water))
- Sy Oliver - voce (brano: I Want the Waiter (With the Water))
- Elmer Crumbley - trombone
- Russell Bowles - trombone
- James Trummy Young - trombone
- James Trummy Young - voce  (brano: I Want the Waiter (With the Water))
- Willie Smith - clarinetto, sassofono alto, sassofono baritono, arrangiamenti
- Willie Smith - voce (brano: Sassin' the Boss)
- Earl Carruthers - clarinetto, sassofono alto, sassofono baritono
- Ted Buckner - clarinetto, sassofono alto, flauto
- Dan Grissom - clarinetto, sassofono alto
- Dan Grissom - voce (brani: Who Did You Meet Last Night? e You Let Me Down)
- Joe Thomas - clarinetto, sassofono tenore, flauto
- Joe Thomas - voce (brano: I Used to Love You (But It's All Over Now))
- Edwin Wilcox - pianoforte, celeste, arrangiamenti
- Al Norris - chitarra
- Moses Allen - contrabbasso
- Jimmy Crawford - batteria, vibrafono
- Will Beines - arrangiamento (brano: Who Did You Meet Last Night?)
- Eddie Durham - arrangiamenti
- Milton Hill - arrangiamento (brano: I Used to Love You (But It's All Over Now))
- Jesse Stone - arrangiamento (brano: Sassin' the Boss)

Belgium Stomp / You Can Fool Some of the People (Some of the Time) / Think of Me, Little Daddy / Liza (All the Clouds'll Roll Away)

Jimmie Lunceford and His Orchestra
- Jimmie Lunceford - direttore orchestra
- Jimmie Lunceford - flauto (brano: Liza (All the Clouds'll Roll Away))
- Eddie Tompkins - tromba
- Paul Webster - tromba
- Gerald Wilson - tromba
- Elmer Crumbley - trombone
- Russell Bowles - trombone
- James Trummy Young - trombone
- James Trummy Young - voce  (brani: You Can Fool Some of the People (Some of the Time) e Think of Me, Little Daddy)
- Willie Smith - clarinetto, sassofono alto, sassofono baritono
- Earl Carruthers - clarinetto, sassofono alto, sassofono baritono
- Ted Buckner - clarinetto, sassofono alto
- Ted Buckner - flauto (brano: Liza (All the Clouds'll Roll Away))
- Dan Grissom - clarinetto, sassofono alto
- Joe Thomas - clarinetto, sassofono tenore
- Joe Thomas - flauto (brano: Liza (All the Clouds'll Roll Away))
- Edwin Wilcox - pianoforte, celeste, arrangiamenti
- Al Norris - chitarra
- Moses Allen - contrabbasso
- Jimmy Crawford - batteria, vibrafono
- Billy Moore, Jr. - arrangiamenti (brani: Belgium Stomp e You Can Fool Some of the People (Some of the Time))
- Edward Inge - arrangiamenti (brani: Think of Me, Little Daddy e Liza (All the Clouds'll Roll Away))[2]